# Leila Ghandi
Pour les articles homonymes, voir Ghandi.
Leila Ghandi, née le 26 juillet 1980 à Casablanca, est une journaliste, animatrice de télévision, productrice, réalisatrice et photographe franco-marocaine.  Elle parcourt le monde et consacre ses émissions Voyage avec Leila Ghandi à ces voyages.

## Biographie
Leila Ghandi est diplômée de Sciences Po Paris (promotion 2004),, de l'Executive Program Women and Power de Harvard, du programme européen de Kedge Business School (European Business Program) et du Bachelor of Arts (Hons) en European Management de l'université de Portsmouth au Royaume-Uni.
Depuis 2011, elle réalise et anime l'émission télévisée Voyage avec Leila Ghandi diffusée en prime time sur la chaine publique marocaine TV2M et 2M Monde qui atteint chaque mois une audience de près de 2 millions de téléspectateurs. C'est un voyage raconté à la première personne, une aventure humaine qui mêle découverte, immersion, rencontres, interviews politiques, et qui permet d'aborder des questions de société, de culture, et de politique. Elle est surnommée « Bent Battouta » (en référence à Ibn Battouta),
Contributrice régulière dans la presse et à la radio, elle est l'auteur du livre Chroniques de Chine, publié en 2006, récompensé par le prix littéraire de l'USAID et des projets photographiques « Vies à Vies » et « Maroc ». Ses photographies font l’objet d’expositions à travers le monde.

## Engagement
Leila Ghandi aborde notamment les questions des diversités, du dialogue interculturel et intereligieux, de l'identité plurielle. Elle intervient régulièrement en conférence et en tables rondes, du Parlement Européen à l'Unesco pour faire la promotion des valeurs universelles parmi lesquelles l'égalité homme-femme et les libertés individuelles, et de la femme arabo-musulmane libre,.
Depuis 2019, elle est par ailleurs membre du Comité d'orientation du Club XXIe siècle, une association loi 1901 dont l'objectif est la « promotion positive de la diversité et de l'égalité des chances ».

## Décoration
- Chevalière de l'ordre des Arts et des Lettres[9],[10],[11]

## Distinctions
- Primée pour la région de l'Afrique du Nord au concours de photographie « la beauté en Afrique dans tous ses états », organisé en 2011 à Addis-Abeba dans le cadre d'un partenariat Union européenne-Union africaine[12].
- Décorée au Sénat pour le Trophée euro-méditerranéen de la réussite au féminin[13],[14].
- Lauréate du Tariq Ibnou Ziyad Award du leadership[14].
- Nommée Opinion Leader par Search For Common Grounds, organisme de l'ONU[14].
- Nommée Femme d'excellence par Marseille, Capitale européenne de la culture[14].
- Lauréate du Anna Lindh Mediterranean Journalist Award[2].
- Prix «Who is Who» en 2019[15],[16],[17],[18],[19].
- International Women Leaders Award[20].